# كنال+ فاميلي
كانت قناة + فاميلي قناة تلفزيونية فرنسية مخصصة لبث البرامج العائلية. إنه جزء من باقة كنال سات
كان لكنال + فاميلي نسخة أفريقية ، تبث على القناة 6 من كانال + إفريقيا .

## تاريخ
تم إطلاق كنال+ فاميلي في 27 أكتوبر 2007 كإحدى قنوات كنال+ .
القناة تبث بجودة عالية الوضوح منذ 12 أكتوبر 2010.
في أكتوبر 2010 ، تقدمت كنال + بطلب إلى الجهة السمعية البصرية في فرنسا للحصول على تردد للقناة على البث الأرضي ولكن تم رفض هذا الطلب في 14 ديسمبر لصالح شبكة سي فووت .
في 30 أغسطس 2021 ، أغلقت قناة كنال+فاميلي في فرنسا ، لتحل محلها كنال+ كيدز و كنال+ دوكس في 9 سبتمبر ، مع التركيز على المحتوى حسب الطلب . ومع ذلك ، استمرت القناة في البث في ما وراء البحار بفرنسا حتى 9 سبتمبر عندما تم استبدالها أيضًا بقناة كنال+ كيدز. اعتبارًا من عام 2023 ، لا تزال قناة كنال+ فاميلي متاحة للمشاهدة في إفريقيا وبولندا
تم بث القناة بواسطة كنال + برأسمال قدره 100،000،000 يورو. 48.48٪ مملوكة لشركة كنال+ و 6.17٪ من أمبير ماستر فوند و 5.05٪ للمجموعة باثي و 4.92٪ من كريدي سويس فيرست بوسطن و 4.32٪ لـ عائلة روتشيلد و 1.87٪ لـ استثمارات رتشليو و 1.08٪ من وديعة الصندوق الفرنسية . الأسهم الأخرى مملوكة للجمهور.

## البرامج
تتكون برامج القناة من أفلام موجهة نحو الأسرة وأفلام وثائقية ومسلسلات ورسوم متحركة. القناة لا تبث الإعلانات.

### البرامج الحالية[1]
- تشي سويت هوم
- غريبويل
- جروشا والسيد ب.
- أنا إلفيس ريبولدي
- كايلو
- Les cahiers d'Esther. ليه كراسات ديستر
- ليتل مصاص دماء
- Mush-Mush و Mushables
- بيتي بويلو
- سردين دي ليسبيس
- الوحوش الصغيرة الحلوة
- الفطائر الصغيرة
- قصص تريهاوس
- مجموع الدراما راما

- قناة +
- كنال + سيريز
- كنال + السينما
- كنال + سبورت
- كنال + ديكالي